# 서울메쎄ID
서울메쎄ID는 2002년에 설립된 박람회 기획사이다. 2003년부터 매년 각종 박람회를 개최하고 있다.

## 제휴사
- 중앙전람
- 네오시스 테크놀로지
- 토인애드
- 엔쓰리디앤티
- 비드
- 날빛공간
- 탑스
- 요요컴
- 이시스미디어
- 프리스트커뮤니케이션즈
- 해머
- 파인렌트
- 이레렌탈
- 미림물류
- 케미리
- KTNET
- 하나로텔레콤
- NGN코리아
- V&I파워텍
- 에스이시스템
- 정우파이텍스
- 한국토탈서비스
- 민정안전기획
- 지앤비시스템